# 可爱小檗
可爱小檗（学名：Berberis amabilis）是小檗科小檗属的植物。分布在缅甸以及中国大陆的云南等地，生长于海拔1,800米至3,300米的地区，常生长在山坡阴处、灌丛中以及林缘，目前尚未由人工引种栽培。

## 异名
- Berberis amabilis Schneid. var. holophylla C. Y. Wu et S. Y. Bao